# Frétigny
Ne doit pas être confondu avec Fétigny.
Frétigny est une ancienne commune française située dans le département d'Eure-et-Loir en région Centre-Val de Loire, devenue le 1er janvier 2019 une commune déléguée au sein de la commune nouvelle de Saintigny.

## Géographie

### Situation
Frétigny est située dans le parc naturel régional du Perche, à environ 12 km de Nogent-le-Rotrou.

Situation géographique
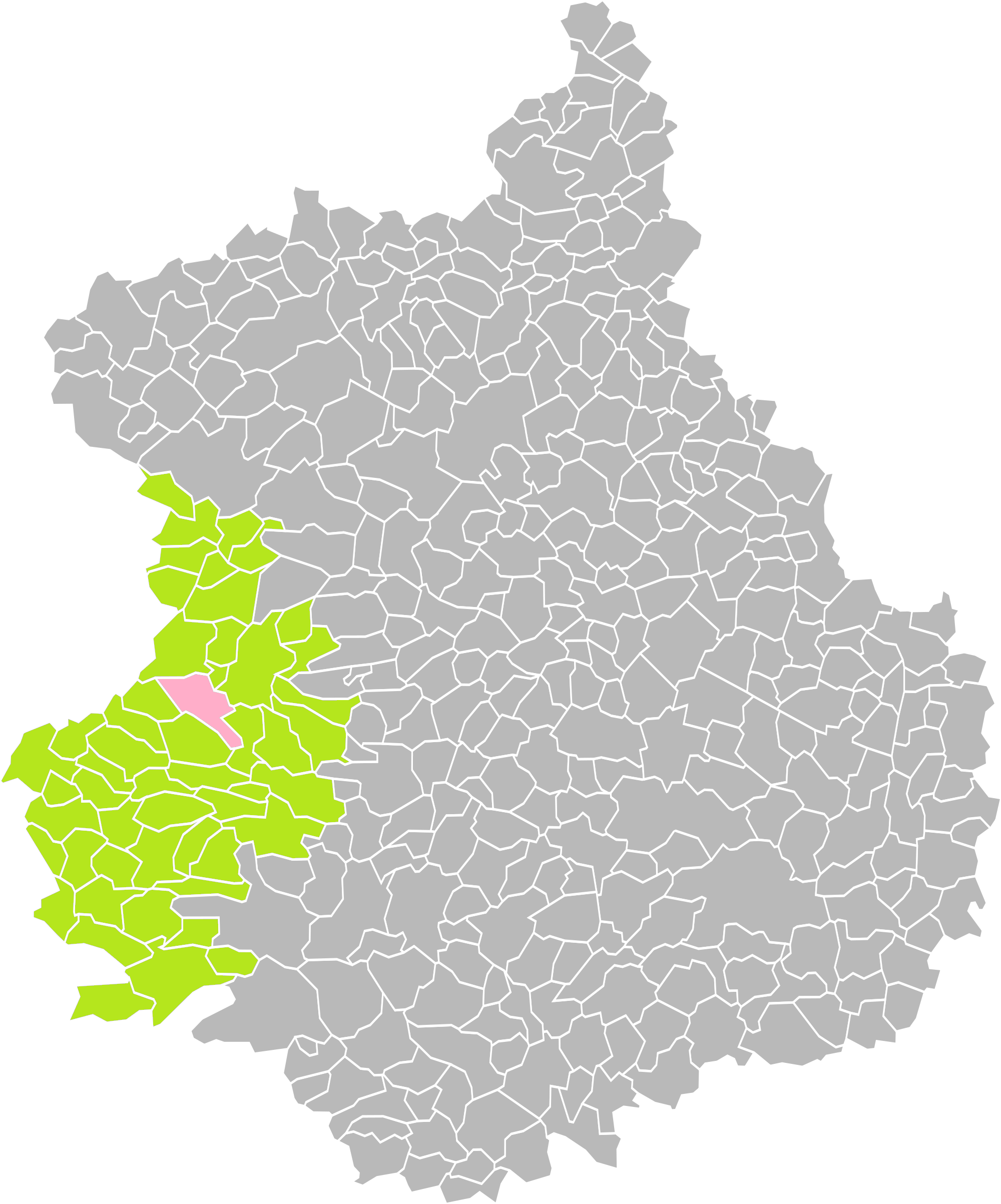
Frétigny dans son arrondissement.
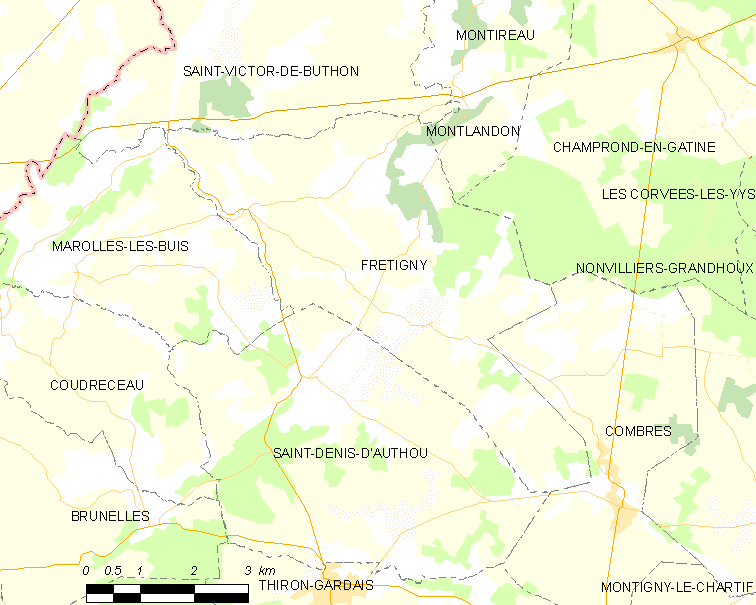
Carte de la commune de Frétigny.

### Communes limitrophes
|                   | Saint-Victor-de-Buthon | Montlandon          |
| Marolles-les-Buis | Frétigny               | Champrond-en-Gâtine |
|                   | Saint-Denis-d'Authou   | Combres             |

### Hydrographie
La commune abrite la source de la rivière la Cloche, affluent en rive gauche de l'Huisne, sous-affluent du fleuve la Loire par la Sarthe et la Maine.

## Toponymie
L'origine du nom du village de Frétigny semble lié à l'anthroponyme germanique FRID, qui signifie "la paix" et était un prénom très usité (prononcé à la germanique FRIT), combiné avec une désinence d'origine latine -INUS pour donner FRIT(T)INUS. Ce nom se transformera en FRI(T)TINIACUM, à partir du suffixe gallo-romain -ACUM qui signifie l'appartenance, la propriété. Ainsi FRITINIACUM signifiait « la propriété de Frid ». La terminaison -Y procède de l'évolution phonétique moyenâgeuse habituelle du suffixe -ACUM et donc, par extension et modification orthographique, -NIACUM deviendra -GNY pour donner Frétigny.

## Histoire

### Antiquité
Le territoire de Frétigny semble avoir été occupé depuis l'Antiquité, tout d'abord avec les Celtes, certainement de la tribu des Carnutes (leur capitale Cenabum étant l'actuelle Orléans) même si les vestiges archéologiques montrent des origines parfois diverses car le Perche se trouve à la rencontre de plusieurs territoires (Carnutes, Aulerques Cénomans, Durocasses). Cet établissement est certainement de motivation agricole. En l'absence de recherches et de fouilles, ces hypothèses restent à confirmer.
À l'époque gallo-romaine, Frétigny était certainement occupé par des agriculteurs qui cultivaient des terres relativement fertiles situées entre deux axes routiers (Chemin de La Hurie-Saint-Denis-d'Authou/voie Le Mans-Chartres)

### Moyen Age
Des restes de l'époque mérovingienne ont été découverts sur le site de l'actuel cimetière. Le plus important héritage de cette période est très certainement l'église Saint-André dont l’édification remonte au XIIe siècle. Frétigny a certainement ensuite profité de sa proximité avec la ville de Thiron-Gardais sur laquelle est implantée la fameuse abbaye de la Sainte-Trinité de Tiron, fondée semble-t-il vers 1114, et qui a suscité rapidement un pèlerinage conséquent. 

### Époque contemporaine

#### XXesiècle

##### Ernest Pavée
Sylvestre Ernest Pavée est né le 31 décembre 1898. Il se voit confier par ses concitoyens, en 1929, son premier mandat électoral. Il est alors le plus jeune conseiller municipal de Frétigny. Réélu en 1935, c’est en mai 1938, qu’il accepte, sur l’insistance de ses collègues, d’être porté à la tête de la commune. En 1945, à l’occasion des nouvelles consultations après la Libération, il est le seul candidat élu au premier tour de scrutin.
C’est la reconnaissance par la population de sa compétence et de ses qualités. Elle lui renouvelle sa confiance jusqu’en 1977, date à laquelle il estime qu’il doit laisser sa place à un jeune. En 1974, il doit d’ailleurs voir son dévouement envers ses concitoyens récompensé par la médaille d’or départementale et communale pour 45 années de bons et loyaux services.
Ancien combattant de 1914-1918, il est pendant la guerre 1939-1945, un résistant actif. Sur proposition du capitaine Herbelin alias « Duroc », il participe à la réunion clandestine en vue de la création du maquis de Plainville, sous sa responsabilité et à ses risques. Ses actes de bravoures sont nombreux et il prend part notamment à l’interception et à l’arrêt des derniers convois allemands sur la RN 23 au moment de la Libération. Pour ces faits, il a obtenu une lettre de félicitations du préfet Jean Moulin[réf. nécessaire], avec une proposition de citation ; un diplôme de reconnaissance signé du général Eisenhower ; la médaille de la reconnaissance française ainsi que la croix du combattant volontaire 1935-1945. M. Pavée est membre du conseil départemental de la Libération.
Dans le domaine agricole, il remplit de nombreuses missions : présidence de la coopérative cantonale de stockage à Chassant, présidence de la mutuelle cantonale d’assurances incendie et accidents de Thiron-Gardais, administrateur de la caisse locale de Crédit agricole et membre du bureau du comice d’arrondissement qui lui valurent d’abord la croix de chevalier, puis en 1959, la rosette d’officier du mérite agricole, ainsi que la médaille de la mutualité, de la coopérative et du Crédit agricole.
Il meurt le 25 mars 1985. Il rend également de nombreux service à l’Éducation nationale dont il est un ardent défenseur. Il est nommé délégué cantonal en 1938 et contribue à la création de la société des « Amis de l’école » pour assurer le ramassage scolaire et le service de la cantine lors de la construction du groupe scolaire. Ses services lui valent d’être nommé chevalier des Palmes académiques en 1963.
Il est en outre administrateur de l’hôpital-maison de retraite de Thiron-Gardais. L'État lui renouvelle sa reconnaissance pour les nombreux services rendus en lui attribuant la croix de chevalier dans l’ordre national du Mérite.

##### Quelques grandes dates
- 1953 : électrification de la commune ;
- 1962 : adduction d’eau nécessitant 45 km de canalisations, 2 châteaux d’eau, 2 stations de pompage ;
- 1966 : goudronnage de 24 km de chemins qui desservent toutes les résidences principales, implantation d’une entreprise de 15 personnes dans les anciens locaux scolaires et construction de 2 pavillons F4 ;
- 1970 : remembrement de la commune ;
- 1972 : mise en place de l’assainissement du bourg avec la construction d’une station d’épuration et implantation d’une nouvelle industrie « COMOTA » ;
- 1975 : implantation d’un lotissement de 8 lots avec construction de 2 pavillons F4 et réalisation d’une salle polyvalente, après la fermeture de 2 classes.

##### Délibération du 5 novembre 1944
Le conseil municipal réuni le 5 novembre 1944, sous la présidence de M. Pavée, tient à assurer son grand chef, le général de Gaulle, de sa confiance absolue, de son appui total, de son entier dévouement et lui adresse toute sa gratitude pour l’intrépidité dont il a toujours fait preuve dans l’accomplissement de la tâche qu’il a entreprise et qu’il mène dans des conditions particulièrement difficiles en vue du relèvement total de notre chère patrie : la France (les Allemands étaient alors à l'extérieur de la mairie).

#### XXIesiècle
Le 1er janvier 2019, elle fusionne avec Saint-Denis-d'Authou pour constituer la commune nouvelle de Saintigny dont la création est actée par un arrêté préfectoral du 19 décembre 2018.

## Politique et administration

### Liste des maires

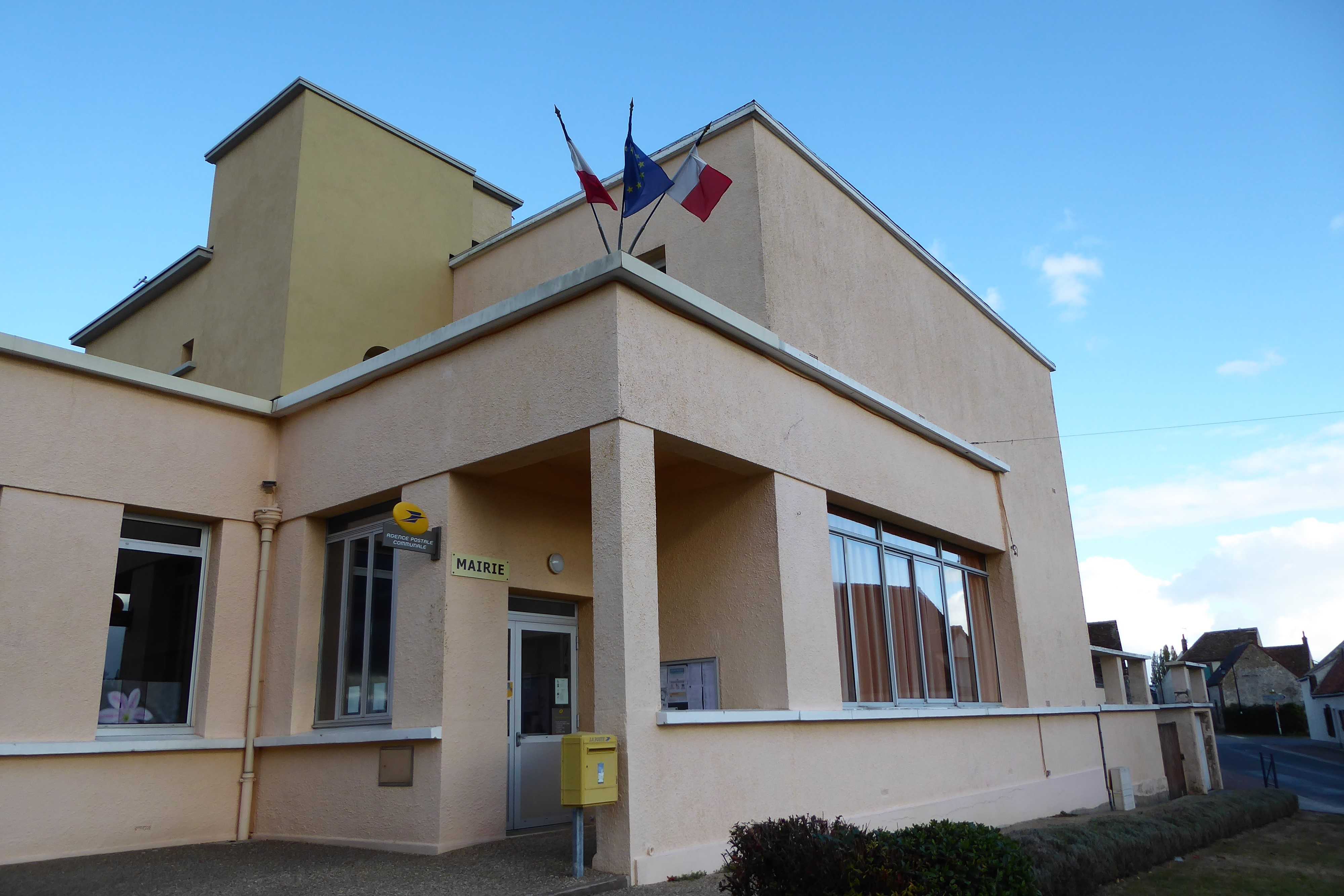
La mairie, architecte Joannès Chollet, 1932-1941.

| Période                                  | Période          | Identité       | Étiquette | Qualité             |
| ---------------------------------------- | ---------------- | -------------- | --------- | ------------------- |
| Les données manquantes sont à compléter. |                  |                |           |                     |
| 1938                                     | 1977             | Ernest Pavée   | Rad.-RGR  | Cultivateur éleveur |
| 1977                                     | 1989             | Henri Tuffier  |           |                     |
| 1989                                     | 31 décembre 2018 | Daniel Tuffier | DVD       | Retraité            |

## Population et société

### Démographie
L'évolution du nombre d'habitants est connue à travers les recensements de la population effectués dans la commune depuis 1793. Pour les communes de moins de 10 000 habitants, une enquête de recensement portant sur toute la population est réalisée tous les cinq ans, les populations de référence des années intermédiaires étant quant à elles estimées par interpolation ou extrapolation. Pour la commune, le premier recensement exhaustif entrant dans le cadre du nouveau dispositif a été réalisé en 2005.

En 2016, la commune comptait 519 habitants, en évolution de +5,49 % par rapport à 2010 (Eure-et-Loir : −0,23 %, France hors Mayotte : +2,11 %).
| 1793  | 1800 | 1806  | 1821  | 1831  | 1836  | 1841  | 1846  | 1851  |
| ----- | ---- | ----- | ----- | ----- | ----- | ----- | ----- | ----- |
| 1 103 | 993  | 1 086 | 1 144 | 1 281 | 1 230 | 1 318 | 1 276 | 1 230 |

| 1856  | 1861  | 1866  | 1872  | 1876  | 1881 | 1886 | 1891 | 1896 |
| ----- | ----- | ----- | ----- | ----- | ---- | ---- | ---- | ---- |
| 1 181 | 1 150 | 1 164 | 1 053 | 1 011 | 958  | 958  | 913  | 863  |

| 1901 | 1906 | 1911 | 1921 | 1926 | 1931 | 1936 | 1946 | 1954 |
| ---- | ---- | ---- | ---- | ---- | ---- | ---- | ---- | ---- |
| 843  | 778  | 775  | 726  | 693  | 661  | 645  | 666  | 590  |

| 1962 | 1968 | 1975 | 1982 | 1990 | 1999 | 2005 | 2006 | 2010 |
| ---- | ---- | ---- | ---- | ---- | ---- | ---- | ---- | ---- |
| 536  | 511  | 465  | 342  | 368  | 429  | 477  | 472  | 492  |

| 2015 | 2016 | - | - | - | - | - | - | - |
| ---- | ---- | - | - | - | - | - | - | - |
| 511  | 519  | - | - | - | - | - | - | - |

## Économie
- Frank Mendez, artiste de l'éphémère a implanté son entreprise « Sarl FMA-Festyevents » dans la commune en 2005[11]. La renommée de ses spectacles pyrotechniques font la réputation de cette entreprise sur le territoire national.

## Culture locale et patrimoine

### Lieux et monuments

#### Église Saint-André
Inscrit MH (1929)  Classé MH (2021),
Cette église, appelée « la petite cathédrale du Perche », est somptueusement décorée de fresques des XIIe et XIIIe siècles : le Christ en majesté sur la voûte, trois scènes de la vie de saint André sur le mur et, dans les embrasures des baies, la Charité et la Chasteté à gauche, la Justice et la Paix au centre.

#### Monument aux morts
Le monument aux morts de la Première Guerre mondiale 1914-1918 a été réalisé par Félix Charpentier (1858-1924), sculpteur d'origine provençale installé à Chassant (Eure-et-Loir).

Lieux et monuments
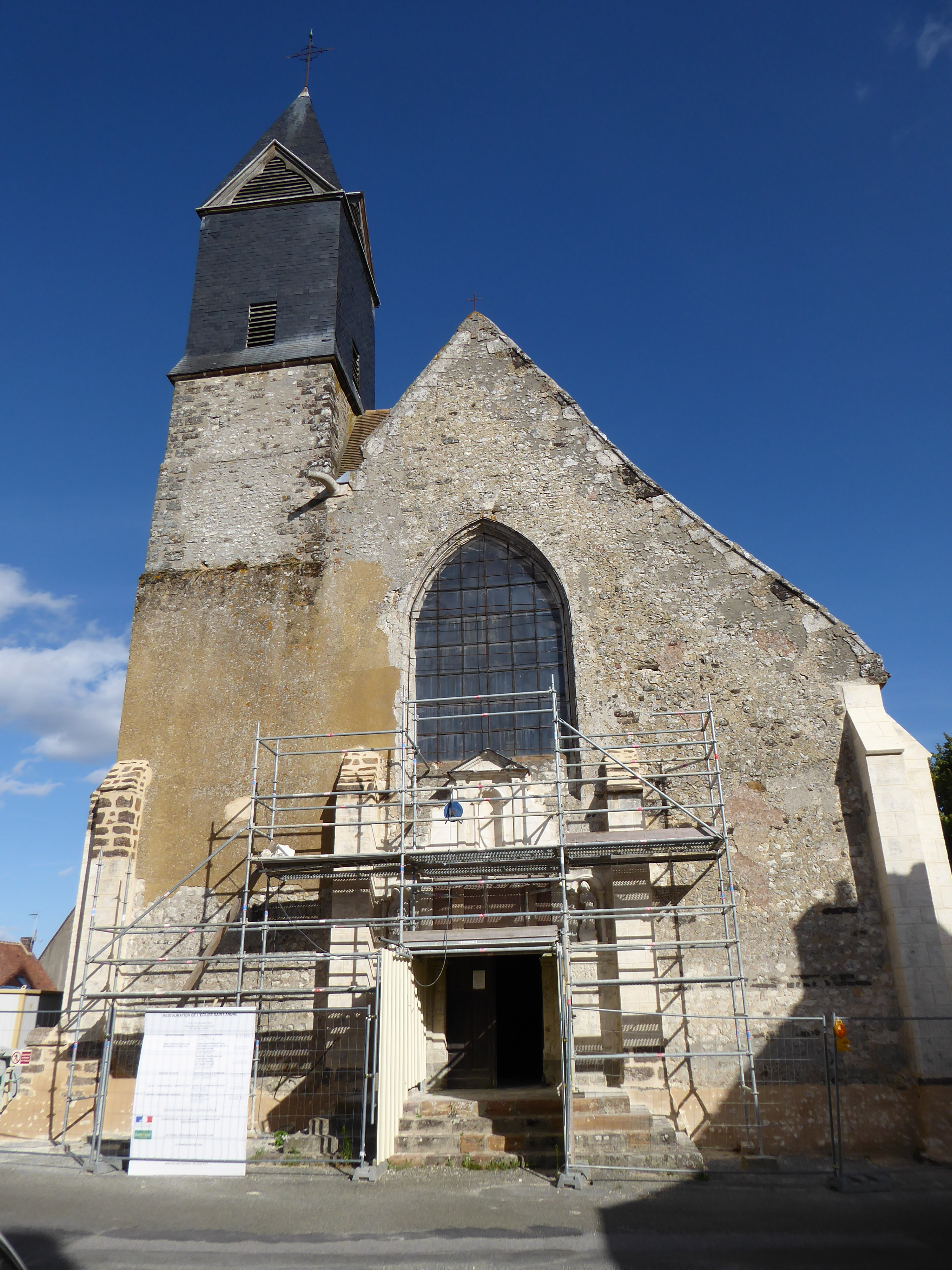
Église Saint-André en restauration, 2016.
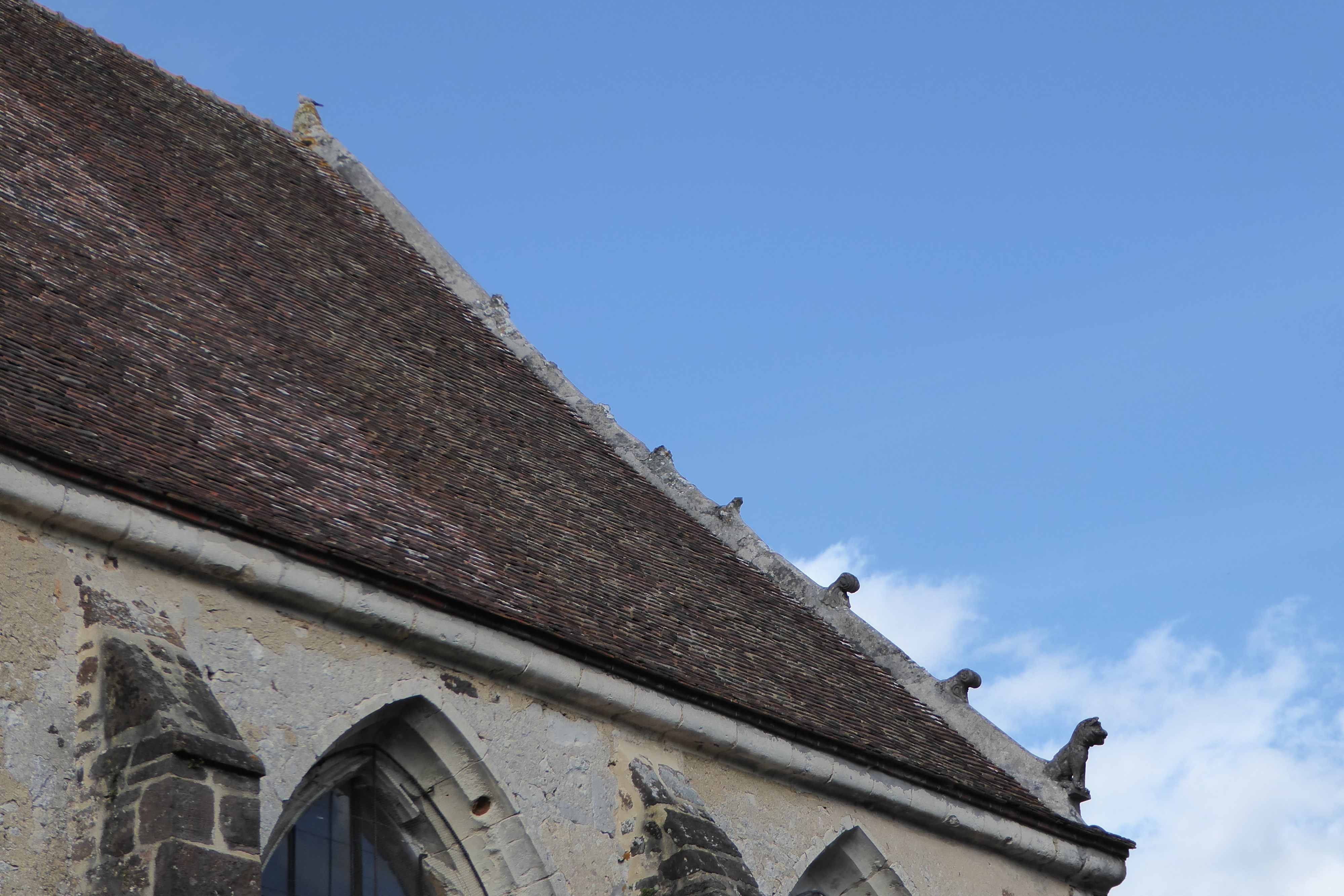
Façade sud de l'église Saint-André, détail de la toiture.
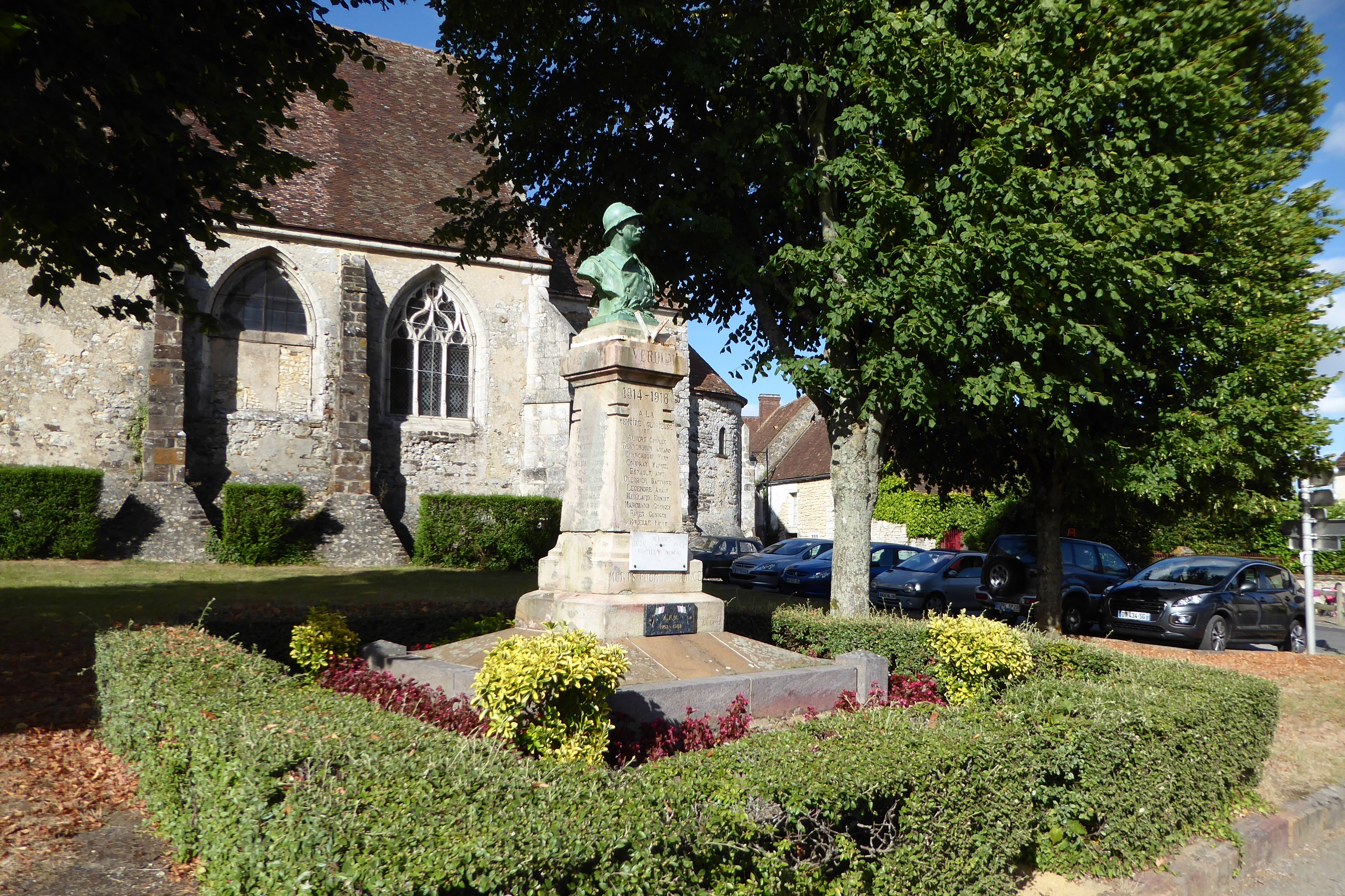
Monument aux morts par Félix Charpentier, adossé à la façade sud de l'église et abside.
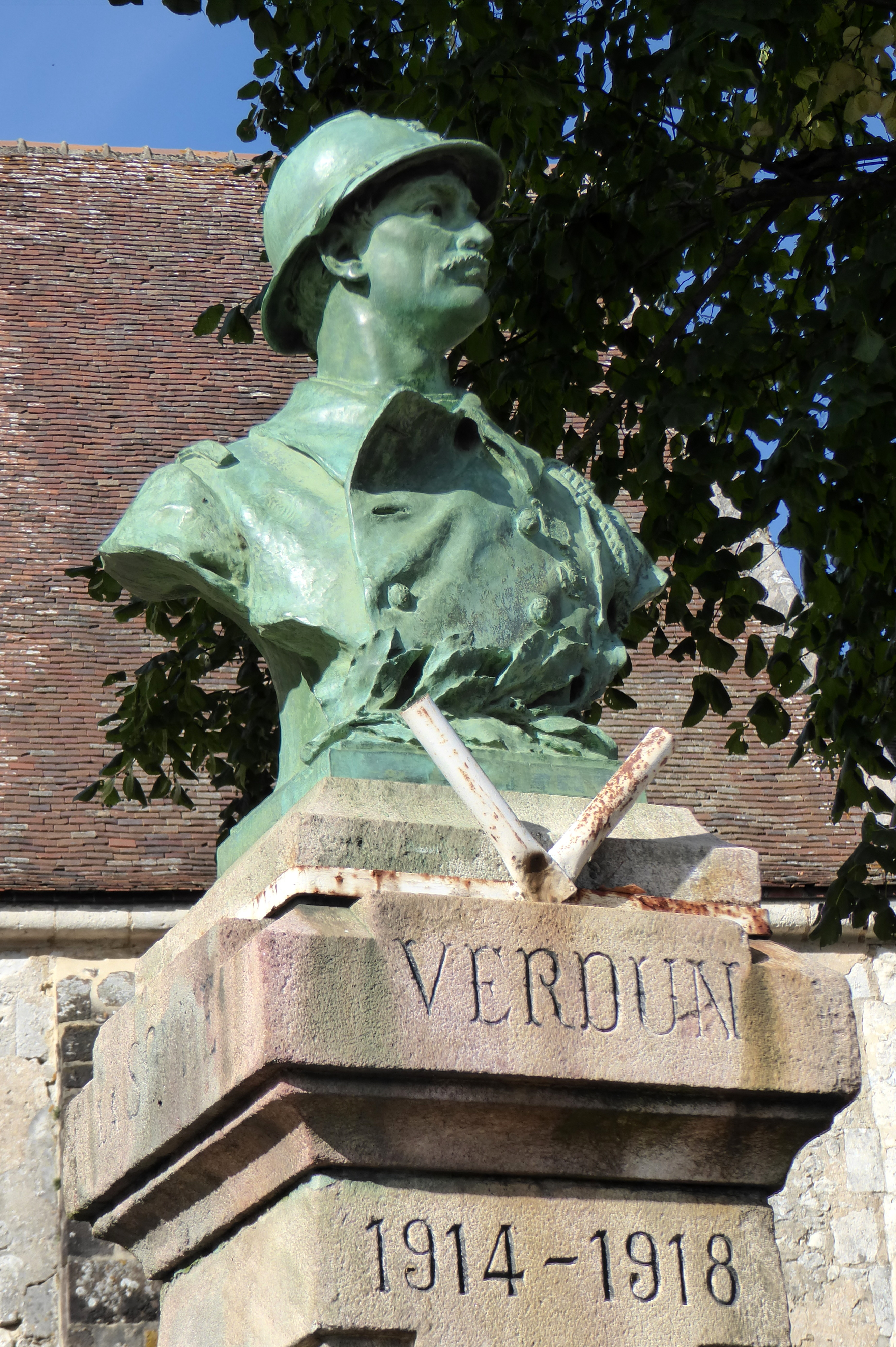
Monument aux morts (détail).

### Héraldique
| Blason de Frétigny | Blason  | Tiercé en pairle renversé : au 1er d'azur à trois losanges d'or, au 2e de gueules à trois soleils non figurés d'or, au 3e de sinople à saint André de carnation, vêtu d'argent et auréolé d'or brochant sur un flanchis d'argent. |
| Blason de Frétigny | Détails | Le statut officiel du blason reste à déterminer. |